# Antimasonska izložba
Antimasonska izložba bila je antisemitska propagandna izložba, otvorena 22. listopada 1941. u Beogradu, glavnom gradu njemačke vojne uprave u okupiranoj Srbiji tijekom Drugog svjetskog rata.
Izložbu su financirali nacisti, a otvorena je uz potporu marionetskog kolaboracionističkog vođe Milana Nedića. Iako je izložba nominalno bila antimasonska, njezin stvarni cilj bio je širenje antisemitskih ideja i poticanje mržnje prema Židovima. Neki dijelovi postavke bili su usmjereni na dehumanizaciju židovskog naroda, kako bi se opravdala njihova sustavna eliminacija, koju su provodili nacisti. Drugi dijelovi izložbe podsjećali su na antisemitsku propagandu iz carske Rusije, ponavljajući tvrdnje iz lažnog pamfleta Protokoli Sionskih mudraca, koji je služio kao osnova za brojne teorije urote o navodnoj židovskoj kontroli svijeta. Izložbu su organizirali bivši pripadnici fašističkog pokreta Zbor, koji su kroz nju pokušali predstaviti tzv. judeomasonsko-komunističku urotu za svjetsku dominaciju.
Kako bi se široko propagirala izložba, proizvedene su velike količine propagandnih materijala: 200.000 brošura, 108.000 dopisnica u devet različitih verzija, 100.000 letaka, 60.000 plakata u dvadeset varijanti, 176 propagandnih filmova, od kojih su mnogi ranije prikazani na izložbama Vječni Židov u Münchenu i Beču 1937. U siječnju 1942., vlasti Nedićeve Srbije izdale su četiri poštanske marke u čast izložbe, na kojima je judaizam prikazan kao izvor svih zala, dok je Srbija prikazana kao "snažna i pobjedonosna" u borbi protiv globalne urote.
Procjenjuje se da je do zatvaranja 19. siječnja 1942. izložbu posjetilo oko 80.000 ljudi, uključujući i Milana Nedića te nekoliko njegovih ministara. Ova izložba ostaje jedan od najmračnijih primjera nacističke i kolaboracionističke propagande u okupiranoj Srbiji, čiji je cilj bio legitimiranje progona i istrebljenja židovske zajednice u sklopu Holokausta.

## Pozadina
Dana 6. travnja 1941., Sile Osovine izvršile su invaziju na Kraljevinu Jugoslaviju. Kraljevska jugoslavenska vojska, slabo opremljena i nedovoljno obučena, bila je brzo poražena. Nakon kapitulacije, zemlja je podijeljena između okupacijskih sila, a Wehrmacht je uspostavio Vojnu upravu u Srbiji, pod izravnom njemačkom vojnom kontrolom. Ova okupacijska zona obuhvaćala je: veći dio središnje Srbije, sjeverni dio Kosova (oko Kosovske Mitrovice), Banat, koji je imao poseban status pod upravom lokalne njemačke manjine. Njemačka okupacija Srbije bila je jedinstvena unutar okupirane Jugoslavije, jer su nacisti izravno upravljali tim područjem, za razliku od drugih dijelova zemlje, gdje su vlast povjerili saveznicima i marionetskim režimima. Srbija je bila ključna za Njemačku zbog: važnih prometnih pravaca (željezničkih i riječnih), strateški važnih sirovina, osobito obojenih metala, koji su bili ključni za njemačku ratnu industriju. Kako bi osigurali administrativnu kontrolu, njemačke vlasti imenovale su marionetske srpske vlade, koje su formalno upravljale svakodnevnim poslovima, ali pod njemačkim nadzorom i naredbama. Istodobno, nacisti su aktivno podržavali fašistički Jugoslavenski narodni pokret Zbor, na čelu s Dimitrijem Ljotićem, poznatim pronjemačkim kolaboracionistom i antisemitom.
Dok je Srbija bila pod izravnom njemačkom vojnom upravom, u Zagrebu je proglašena Nezavisna Država Hrvatska (NDH), na čijem je čelu bio Ante Pavelić, vođa ustaškog pokreta. Pavelić se prethodno nalazio u egzilu u fašističkoj Italiji, gdje je imao potporu Mussolinija. NDH je obuhvaćala: većinu današnje Hrvatske, cijelu Bosnu i Hercegovinu, dijelove današnje Srbije, uključujući Srijem i Sandžak. Ova nova država bila je de facto talijansko-njemački protektorat, a njezina vlast – predvođena Ustašama – odmah je započela sustavnu politiku genocida protiv Srba, Židova i Roma. Kao odgovor na brutalnost okupacijskih vlasti, pojavila su se dva glavna pokreta otpora u Jugoslaviji: Vojska u otadžbini (srpski rojalistički pokret pod vodstvom pukovnika Dragoljuba Mihailovića, koji je isprva surađivao s britanskim saveznicima) i Partizani (komunistički, multietnički pokret otpora, predvođen Josipom Brozom Titom, koji je postupno postao dominantna snaga u borbi protiv okupatora).
Kako bi stabilizirali situaciju u Srbiji, 29. kolovoza 1941., njemačke vlasti postavile su Vladu narodnog spasa, na čijem je čelu bio general Milan Nedić. Nedić, koji je prije rata bio političar i visoki vojni dužnosnik, od poraza Francuske 1940. vjerovao je da će Njemačka pobijediti u ratu. Njegova motivacija za suradnju s okupatorima bila je: zaštita srpskog naroda od njemačkih represalija, suzbijanje komunističkog pokreta, kojeg je smatrao najvećom prijetnjom, prilagođavanje Srbije novom poretku pod nacističkom kontrolom. Međutim, otpor njemačkoj okupaciji bio je neposredan i eskalirao je tijekom jeseni 1941., osobito nakon oružanih akcija partizana i četnika. Kao odgovor, njemački Vrhovni stožer donio je odluku o masovnim odmazdama: za svakog ubijenog njemačkog vojnika strijeljat će se 100 Srba, za svakog ranjenog njemačkog vojnika strijeljat će se 50 Srba. Do listopada 1941., Nijemci su pogubili više od 25.000 Srba u masovnim egzekucijama diljem okupiranog teritorija, uključujući masakr u Kragujevcu i masovna strijeljanja u Kraljevu i Šapcu.
Odmah nakon zauzimanja Beograda u travnju 1941., njemačke vlasti započele su sustavni progon Židova. Oko 12.000 beogradskih Židova bilo je prisiljeno prijaviti se okupacijskim vlastima. Usvojeni su zakoni koji su im zabranjivali osnovne životne aktivnosti, uključujući ulazak u restorane i korištenje javnog prijevoza. Naređeno im je nošenje prepoznatljivih traka s natpisom "Jevrejin". Njemačka okupacijska politika prema Židovima u Srbiji bila je jednako brutalna kao u ostalim dijelovima Trećeg Reicha. Kroz sustavne deportacije i pogubljenja, većina srpskih Židova ubijena je do kraja 1942. godine, često u mobilnim plinskim komorama u logoru na Sajmištu. Pojedini srpski kolaboracionisti širili su teoriju da su Židovi odgovorni za vojni puč 27. ožujka 1941., koji je rezultirao njemačkom invazijom. Milan Nedić otišao je još dalje, tvrdeći da su partizani "zločinačka židovska banda", čime je dodatno opravdao antisemitske progone i masovne egzekucije.

## Izložba
Antimasonska izložba otvorena je 22. listopada 1941. u Beogradu, u Ulici Ilije Garašanina 8. Organizirali su je bivši članovi fašističkog pokreta Zbor, uz financijsku potporu nacističkih vlasti i političku potporu Milana Nedića. Iako je nazivom bila usmjerena protiv slobodnog zidarstva, izložba je u stvarnosti imala primarni cilj širenje antisemitskih ideja i poticanje mržnje prema Židovima. Izložba je bila koncipirana kao propagandni projekt, koji je kroz različite izloške predstavljao navodnu "judeomasonsko-komunističku urotu" za svjetsku dominaciju.
Određeni dijelovi postavke bili su usmjereni na dehumanizaciju Židova, kako bi se opravdao njihov progon i istrebljenje, koje su provodili nacisti. Druge sekcije izložbe sadržavale su elemente antisemitske propagande iz doba Carske Rusije, ponavljajući tvrdnje iz lažnog pamfleta Protokoli Sionskih mudraca, koji je bio osnova za mnoge kasnije teorije zavjere. Osim samih izložbenih postavki, pripremljena je i velika količina propagandnog materijala: 200.000 brošura, 108.000 primjeraka devet različitih vrsta dopisnica, 100.000 letaka, 60.000 plakata u dvadeset varijanti, 176 propagandnih filmova, četiri poštanske marke, dizajnirane posebno za ovu priliku. Povjesničar Raphael Israeli opisao je plakate s izložbe kao "primjere ogavne propagande, čija je glavna tema židovska dominacija". Povjesničari su ovu izložbu ocijenili "bizarno koncipiranom" i ekstremno antisemitskom, dok je autor Philip J. Cohen naziva "brutalnim primjerom antisemitske propagande".
Organizatori su izložbu najavljivali kao "jedinstvenu ne samo u Srbiji i na Balkanu, ne samo u jugoistočnoj Europi i Europi, već u cijelom svijetu". Međutim, prikazane slike i propagandni materijali nisu bili novi – već su 1937. godine prikazani na izložbi Vječni Židov u Münchenu i Beču. Srbijanski kolaboracionistički mediji, poput novina Obnova i Naša Borba, izvještavali su pozitivno o izložbi, promovirajući antisemitizam i potičući mržnju. Ove novine su Židove nazvale "vjekovnim neprijateljima srpskog naroda", dok su istovremeno zagovarale njihovo uništenje: "Srbi ne bi trebali čekati da Nijemci započnu istrebljenje Židova." Prema izvještajima iz novina Obnova, do 27. listopada 1941. izložbu je posjetilo 20.000 ljudi.
U siječnju 1942., vlasti Nedićeve Srbije izdale su četiri poštanske marke u čast izložbe, na kojima je Srbija prikazana kao "snažna i pobjedonosna" u borbi protiv globalne judeomasonske urote". Ove marke su prikazivale judaizam kao izvor sveg zla u svijetu, veličale srpsku borbu protiv židovsko-masonskih i komunističkih "urota", služile kao svakodnevni podsjetnik na propagandu, jer je svako slanje pisama prolazilo kroz filter antisemitskih poruka. Procjenjuje se da je do zatvaranja 19. siječnja 1942. izložbu posjetilo oko 80.000 ljudi, uključujući i Milana Nedića te nekoliko njegovih ministara.